# Frank Abbandando
Frank Abbandando (11 de julio de 1910 – 19 de febrero de 1942), apodado "The Dasher" (en español: "el lanzador"), fue un sicario neoyorquino que cometió varios asesinatos como parte de la infame pandilla Murder, Inc. Su método preferido era apuñalar a sus víctimas en el corazón con un picahielo. Luego de un juicio y una condena por asesinar a un usurero de Brooklyn, fue ejecutado en la silla eléctrica de la prisión de Sing Sing el 19 de febrero de 1942.

## Biografía
Los padres de Abbandando, Lorenzo Abbondandolo y Rosaria Famighetti, emigraron a los Estados Unidos desde Avellino, Italia hacia Nueva York. Él nació el 11 de julio de 1910 y fue uno de los doce hijos de la pareja, seis de los cuales fallecieron en la infancia. Sus hermanos fueron: Filomena (1907 – 1970); Rocco (1910 – 1912); Anna (1912 – 1984); Carolina (1914 – 1915); Theresa (1915 – 1997); Carmela (1917 – 1924); Rocco (el segundo, un soldado de la mafia; 1918 – 1976); Antonio (1920 – 1981); los mellizos Angelina y Arcangelo (1921 – 1921); y Angelina (la segunda, 1923 – 1925).

## Carrera criminal
Abbandando inició su carrera criminal adolescente, extorsionando a tenderos amenazándolos con incendiar sus tiendas. Con veinte años, se había unido a una pandilla callejera en el barrio de Ocean Hill de Brooklyn donde rápidamente se convirtió en un teniente de Harry "Happy" Maione. Abbandando organizó apuestas ilegales, usura y extorsiones para la pandilla así como asesinatos. En 1928, Abbandando fue condenado por golpear a un oficial de policía de Nueva York y fue enviado al reformatorio en Elmira, donde demostró habilidades en béisbol y recibió el sobrenombre de "The Dasher".
Si bien se decía que era un conocedor y usuario de ropa fina y automóviles de lujo, también era un habitual depredador sexual que conducía por sus barrios de Brownsville y Ocean Hill buscando mujeres jóvenes para violarlas. El fiscal de su juicio por asesinato dijo que Abbandando sólo había admitido una violación a lo que éste respondió: "Bueno, esa no cuenta en realidad porque me casé con la chica."

### Sicario
A inicios de los años 1930, las Cinco Familias de Nueva York empezaron a utilizar pandillas para cometer sus asesinatos. Esto se debía a que habían reformado su estructura operativa luego de la  terrible guerra de los Castellammarenses que había generado muchos titulares por su brutalidad. Con la nueva paz, las familias querían mantener un perfil bajo y empezaron a utilizar sicarios, de esa manera las familias estaban mejor protegidas del escrutinio público y policial. Estos asesinatos fueron liderados por Louis "Lepke" Buchalter, el joven líder de la pandilla judía conocida como los "Gorilla Boys". Con el crecimiento en actividades mafiosas, la pequeña red de asesinos de Buchalter creció hasta formar un grupo de 250 criminales que también estaban envueltos en narcotráfico, en los sindicatos y otros garitos como las apuestas ilegales y la prostitución. Buchalter llamó a este grupo "La Combinación" pero la prensa neoyorquina la nombró "Murder, Inc." A diferencia de las Cinco Familias, que requerían a sus miembros ser de ascendencia siciliana o del sur de Italia, Murder Inc. era una pandilla con diversidad étnica que incluía a asesinos judíos, italianos e irlandeses. 
Abbandando se asoció con Murder Inc. en los años 1920. Para inicios de los años 1930, se le reputaba haber matado por lo menos 30 personas, principalmente en Brooklyn, por un pago de alrededor de $500 por asesinato. En septiembre de 1931, Abbandando ayudó a Buchalter y al miembro de la pandilla Abe Reles a eliminar a los hermanos Shapiro, una banda rival del Lower East Side de Manhattan que controlaban la industria textil en Brooklyn.
En 1937, Abbandando participó en el asesinato de George Rudnick, un usurero en Brooklyn. Reles había ordenado el asesinato de Rudnick debido a que había recibido información de que era un informante de la policía. Utilizando un picahielos y una hacha de carnicero, Abbandando y varios otros miembros de la pandilla estrangularon y apuñalaron 63 veces a Rudnick y le aplastaron la cabeza en un garaje. En febrero de 1939, Abbandando y otros mataron al mafioso Felice Esposito. La muerte se debió a que había sido un testigo de la fiscalía en un asesinato de la mafia 17 años antes.

### Juicio y ejecución
Para los años 1940, Murder, Inc. se vería seriamente debilitada luego de los arrestos y condenas de sus líderes como Buchalter y Jacob Shapiro, y los principales sicarios como Charles "The Bug" Workman y Emanuel "Mendy" Weiss. Su caída empezó en 1940 cuando Abe Reles se convirtió en testigo del gobierno luego de haber sido acusado de asesinato. Sus testimonio contra sus compañeros de Murder, Inc. pronto llevaría al arresto de Abbandando por el asesinato de George Rudnick en 1937.
En mayo de 1940, Abbandando fue juzgado por asesinato junto con sus coacusados Harry "Happy" Maione y Harry "Pittsburgh Phil" Strauss. Abbandando estaba tan confiado de que sus aliados podrían arreglar el veredicto que incluso murmuró una amenaza en el oído del juez cuando estuvo en el banquillo de los testigos. Sin embargo, para su sorpresa, todos fueron condenados por el asesinato de Rudnick, pero los veredictos fueron revocados en apelación. 
En abril de 1931, Abbandando, junto con Maione (Strauss había sido condenado en septiembre de 1940 por matar al mafioso judío Irving Feinstein en 1939), fueron a un segundo juicio. Esta vez fue condenado por asesinato en primer grado y condenado a muerte. Abbandando pasó los siguientes nueve meses en la prisión de Sing Sing en Ossining, Nueva York. El 19 de febrero de 1942 fue ejecutado en la "Old Sparky", la silla eléctrica ubicada en Sing Sing. En el momento de su ejecución, Abbandando seguía burlándose e insultando a sus guardias. Se reportó que no mostró miedo y que pareció encontrar un humor mórbido en los procedimientos.
Una misa católica se rezó por él en la Iglesia de Nuestra Señora de Loreto en Nueva York donde su hermano Rocco atacó a un fotógrafo de noticias. Fue enterrado en la tumba familiar en el St John's Cemetery en Queens.

## Consecuencias
Luego de la condena de Abbandando, otros seis miembros de Murder, Inc., incluyendo a Buchalter y Maione, fueron también condenados por asesinato y ejecutados basados en el testimonio de Reles. El 12 de noviembre de 1941, mientras estaba bajo protección policial, Reles cayó de una ventana de su hotel en Coney Island. El oficial que investigó el caso dijo que Reles murió tratando de descender a la calle utilizando sus sábanas; sin embargo, se rumoreó que la Cosa Nostra ofreció $100,000 para sobornar a los guardias de Reles para que lo lanzaran por la ventana.
Con la muerte de Buchalter, Albert "Lord High Executioner" Anastasia, un made man de la Cosa Nostra, tomó el control de Murder, Inc. Como una reacción a los informantes del gobierno en Murder, Inc., las familias criminales de Nueva York empezaron a utilizar a sus propios miembros y asociados, quienes eran más fáciles de controlar, para cometer asesinatos. Murder, Inc. desapareció al poco tiempo.

## Vida personal
Abbandando se casó en septiembre de 1927 con Jennie DeLuca, una peluquera de Ocean Hill, ante el pedido de sus padres ya que la había dejado embarazada. Tuvieron dos hijos, Lawrence y Frank Jr. Ambos se involucraron en el crimen organizado.
Lawrence nació poco después del matrimonio de sus padres el 20 de diciembre de 1927. Fue un asociado de la mafia que murió de cáncer en North Miami Beach, Florida el 25 de marzo de 1995. Su hermano menor, Frank Abbandando Jr., nació el 17 de octubre de 1935 y fue un asociado de la familia criminal Gambino que fue asesinado en Florida el 22 de diciembre de 1995. El mafioso de 60 años de edad fue atropellado por Rocco Napolitano, hermano de Aniello Napolitano, un pequeño vendedor de drogas que había sido ejecutado por órdenes de Abbandando Jr., mientras cruzaba Biscayne Boulevard frente al club Party Girls, un envejecido club de strip tease que él frecuentaba en North Miami Beach. Luego de atropellarlo, Napolitano le disparó varias veces mientras estaba en el suelo. Napolitano le dijo a la policía que disparó en venganza por su hermano. Fue sentenciado a cadena perpetua. Abbandando Jr. fue enterrado en Ocean Hill, Brooklyn.